# The Voice of Bugle Ann
The Voice of Bugle Ann és una pel·lícula dramàtica estatunidenca de 1936 dirigida per Richard Thorpe i protagonitzada per Lionel Barrymore i Maureen O'Sullivan. Es basava en una novel·la homònima de MacKinlay Kantor.

## Argument
Els habitants dels turons de Missouri porten els gossos a les caceres nocturnes de guineus. Això continua fins que Jacob Terry arriba al comtat i decideix criar ovelles i instal·lar una tanca de filferro. Això molesta els veïns, ja que estan preocupats perquè els gossos entren a les seves tanques i terroritzen les ovelles. Jacob es compromet a disparar a qualsevol gos o gent que trobi a la seva terra. Però quan el gos, Bugle Ann, desapareix una nit, ambdós bàndols surten amb pistoles per resoldre la disputa.

## Repartiment
- Lionel Barrymore com Spring Davis
- Maureen O'Sullivan com Camden Terry
- Eric Linden com Benjy Davis
- Dudley Digges as Jacob Terry
- Spring Byington com Ma Davis
- Charley Grapewin com Cal Royster
- Henry Wadsworth com Bake Royster
- William Newell com Mr. Tanner
- Jonathan Hale com fiscal de districte
- Frederick Burton com guardià